# إدوين تايلور (عالم أحياء)
إدوين تايلور متخصص أمريكي في الهيكل الخلوي والعلميات الكيميائية الحيوية لانقباض العضلات وأستاذ مساعد في قسم الخلية وعلم الأحياء التطوري في جامعة نورث وسترن. انتُخب تايلور لعضوية الأكاديمية الوطنية للعلوم في عام 2001.

## تعليم
في عام 1952، حصل تايلور على درجة البكالوريوس في الفيزياء والكيمياء من جامعة تورنتو. في عام 1955، حصل على درجة الماجستير في الكيمياء الفيزيائية من جامعة ماك ماستر. في عام 1957 حصل على درجة الدكتوراه في الفيزياء الحيوية من جامعة شيكاغو. ركزت أطروحة الدكتوراه الخاصة به على قياس معدلات العمليات الانقسامية من خلال فحص معدل نمو المغازل من خلال الفحص المجهري للضوء المستقطب.
كزميل ما بعد الدكتوراه، أمضى عامين في مختبر فرانسيس شميت في معهد ماساتشوستس للتكنولوجيا، حيث قام بالتحقيق في خصائص بروتينات الخيوط العصبية مع بيتر دافيسون. عاد إلى جامعة شيكاغو وأنشأ مختبره الخاص، ثم انتقل في أوائل السبعينيات إلى وحدة الفيزياء الحيوية للعضلات في مجلس البحوث الطبية في كينجز كوليدج بلندن. هنا، تعاون مع جين هانسون في نموذج بسيط لدورة انقباض العضلات.
في عام 1999، انضم تايلور إلى مختبر غاري بوريسي في قسم الخلية وعلم الاحياء التطوري بجامعة نورث وسترن. كما احتفظ أيضًا بوظيفة غير تفرغية كأستاذ لويس بلوك في علم الوراثة الجزيئية وعلم الأحياء الخلوي في جامعة شيكاغو.

## الاهتمامات البحثية
يعمل إدوين تايلور على الآليات الجزيئية التي تنظم حركة الخلايا، وخاصة العلميات الكيميائية المرتبطة بدورات انقباض العضلات. يقوم بفحص المحركات الجزيئية، الميوسين مع الأكتين والكينيسين مع الأنابيب الدقيقة، لاكتشاف الآلية الحركية التي تملي التغيرات الهيكلية المسؤولة عن القوة والحركة. أدى ذلك إلى اكتشافه للتيوبيولين، والوحدة الفرعية البروتينية للأنابيب الدقيقة، وأول نموذج حركي يشرح كيف تحول هذه المحركات الجزيئية الطاقة الكيميائية إلى قوة ميكانيكية في العضلات المخططة. في دورة الأكتوميوزين لإنزيم الأدينوسين ثلاثي الفوسفات (ATPase)، يؤدي التحلل المائي لأدينوسين ثلاثي الفوسفات (ATP) بواسطة الإنزيمات إلى توليد القوة والحركة. درس تايلور أيضًا مسارات التفاعل المختلفة جدًا التي يتبعها الميوسين وكينيسين، موضحًا أن هذين المحركين يشتركان في ميزات هيكلية مهمة.

## الجوائز
تم تكريم تايلور في المعاهد الوطنية للصحة في بيثيسدا بولاية ماريلاند، من خلال ندوة بعنوان «الميوسين والأنابيب الدقيقة والحركة». في 1 مايو 2001، تم انتخابه عضوًا في الأكاديمية الوطنية للعلوم لمساهماته في الكيمياء الحيوية لانقباض العضلات.